# イリシッド
イリシッド(Illithid)、あるいはマインド・フレイヤー(Mind Flayer)は、テーブルトークRPG『ダンジョンズ&ドラゴンズ』（D&D）に登場する架空の魔族である。イリシッドが種族名、マインド・フレイヤーが通称で丁度ドラウがダーク・エルフと呼ばれるようなもの。
マインド・フレイヤーとは“精神を鞭打つ者”という意味であり、その名の通り精神攻撃の超能力を使う異世界からの邪悪な来訪者である。彼らは複数のキャンペーン・セッティング(D&Dのゲーム世界)において、アンダーダークのような地下世界の湿った洞窟や地下都市に棲息し、他の知性的な種族を超能力で奴隷にしたり、あるいは脳を摘出し食してしまうことで恐れられている。

## モデル
マインド・フレイヤーをデザインしたのはゲイリー・ガイギャックスである。彼はブライアン・ラムレイのクトゥルフ神話小説、『地を穿つ魔(1974)』（『タイタス・クロウ・サーガ』の第1作）のカバーから着想を得たとコメントしている。故に、邪神シュド＝メルおよび彼の種族クトーニアンが、イリシッドのモデルである。
共通項として
- 頭足類的外見
- 有機性の方法で硬いものを穿つ
- テレパシーによるコミュニケーション
- 微力な幼生
- 脳を生かしたまま摘出し、情報を引き出す

などが挙げられる。
またイリシッドという種族名はホメーロスのイーリアス（Iliad）の言葉遊びである。

## 認可
イリシッド(マインド・フレイヤー)はウィザーズ・オブ・ザ・コースト社が提唱するオープンゲームライセンスの“製品の独自性(Product Identity)”によって保護されており、オープンソースとして使用できない。ネオセリッド（後述）は免れており、『パスファインダーRPG』に登場している。

## 掲載の経緯
マインド・フレイヤー＝イリシッドはD&Dの最初期から登場している。

### オリジナルD&D(1974-1976)
マインド・フレイヤーが初めて登場したのは、TSR社の公式ニュースレター『The Strategic Review』1号(1975年春)で、そこでは、「獲物を捕食するための4本の触手を口元に生やした、人間に似た非常に賢い生物」と紹介された。このニュースレターで、マインド・フレイヤーが4本の触手で相手を捕らえ脳を喰らうこと、5フィートに届く衝撃波で相手に精神異常、激怒、混乱、昏睡および死を与えるといった現在まで継承されている特徴が設定されている。
製品版では3番目のサプリメント『Eldritch Wizardry』(1976、未訳)にて、「脳を貫き、喰らうべく引きずり出すための触手を持った、非常に賢い、（秩序にして悪の）人型の生物」と紹介された。

### AD&D 第1版(1977-1988)
『アドバンスト・ダンジョンズ&ドラゴンズ』(AD&D)第1版においてマインド・フレイヤーは『Monster Manual』(1977、未訳)に登場。「日光を嫌う地下で遭遇する種族」とされ、『Dungeoneer's Survival Guide 』（1986、未訳）で公式にアンダーダークが設定されると様々な作品世界に登場するようになる。

『Descent into the Depths of the Earth』 (1978、未訳)にて「イリシッド」という種族名が提示された。

グレイホーク世界で「冒険する場所が実は墜落した宇宙船」というファンタジーにSFを導入するシナリオ『Expedition to the Barrier Peaks』（1980、未訳）に登場、他天体からの来訪者を伺わせた。
『DRAGON』78号(1983年10月)には、ロジャー・E・ムーアによる“マインド・フレイヤーの生態”が掲載された。
- 未知の世界から来た侵略者であり、サイオニックの力で世界から世界へとその勢力を広げている。地下の拠点や暗黒に包まれた惑星からプロジェクション（投射体[6]）をシルバーレルム＝アストラルプレーンに送り込んで侵略に適したプライムマテリアルプレーン（物質界）を探し、その情報を収集する。新たな侵略先を定めると1体のプロジェクションをそのプレーン内に送り込み、その後（シルバーコード）を追って侵攻部隊が肉体ごとアストラルプレーンを経て新たなプレーンに侵入、侵略を開始する
- 地下に住まうのはその瞳の無い眼（既知の種族とは全く異質な方法で光を集める白い塊）にとって突然の強い光は神経に過大な負荷をかけるから。その苦痛たるや、身動きもサイオニック能力も使えなくなるほど。
- 生来のテレパスだが、他種族の思考を理解できず、理解も望まない。理解できるのは自分たちの秘密の言語と協力者の言語で、同族間もテレパスによる相互の思考の読み合いで意思疎通する。またテレパシーは自分たち以外の存在を見つけ出すのにも用いられる。しかしながら喋れないわけではなく、例えば寄生虫が脳に入り込んでサイオニックパワーが失われた時など喋ることもできる。
- 忘れられた起源の世界は非魔法的（全く異なる諸力・法則に満たされ支配されているなど既知の魔法が働かない）で、それに由来する高い呪文抵抗力は多くの攻撃呪文を無効化する
- 脳の機能を完全に破壊し得る『マインドブラスト』や一体の肉体を完全にコントロールし自らに剣を突き立てさせることもできる『パワーオブドミネイション』を好んで使うほか、空中浮遊したりアストラルプレーンやプライムマテリアルプレーンを肉体ごと行き来したりするなどのサイオニックの力を持つ
- マインド・フレイヤーの人間やその同類の脳を喰らう食性には象徴的な意味がある。彼らは人間その他の既知種族と全く類縁関係がない自分たちこそ全知的生命体の正当な支配者だと確信している。自分たちが崇拝されるべき存在と考えるゆえ、神を崇拝することもない。高い知能、生来のサイオニックパワー、そして肉体的に脆弱であるがゆえに、マインド・フレイヤーは精神こそ真に意味を持つもの、総てなのだと信じている。脳を喰うのはその種族を支配していることを象徴する究極的な行為であり、自分たちにとって重要な意味を持つ故に脳を喰う。その触手には極度に硬くなっている細長い隆起があり、それを使って簡単に肉と骨を切断、頭蓋骨の中身を露出させる。彼らの多くは餌食の頭蓋骨をとっておき、その記念品で自身を飾る
- マインド・フレイヤーは大地の奥深く、広大な洞穴に都市を築く。中核都市は各プレーンに一つずつだが前哨地が数多くある。多くの奴隷により岩盤が都市構築物の形に加工され、完成すると奴隷たちは殺される。マインド・フレイヤーは前述の空中浮遊の力を持つので、階段や傾斜路はほとんどない。石造りの塔のあちこちに柔らかな光を放つ菌糸類が張り付き、輪郭を浮かび上がらせている。音はほとんどしない
- ワーラットやグリムロック、更にはオーガメイジやビホルダー等がマインド・フレイヤーの同盟者（前二者は兵力や労働力）となり得る。共通点は食用に適さないこと。ワーラットの脳は病気に汚染されておりグリムロックのそれは酷く不味い（らしい）。オーガメイジは強い再生力を持つので切る傍から傷が消えるしビホルダーは強靭な外殻を持つ。その他、ヘルキャットは進んでマインド・フレイヤーのために働くし、マイトが都市の周囲に住み着く。デビルやラクシャサ、異なるプレーンの怪物がいることもある。マインド・フレイヤーが協力者を求める理由は、戦闘や肉体労働を他者に肩代わりさせることを好むため。何より侵入者を足止めさせて自分たちが逃げる時間を稼ぐため。

そしてギスヤンキが敵対しており、併せてギスヤンキがギスゼライを裏切り者としてマインド・フレイヤーと同じほどに憎悪していることについて語られている。
しかしながら、今日ではこれらの設定の多くは使われていない。

### AD&D 第2版(1989-1999)
『モンスター・コンペンディウムⅠ』(1989)に登場し、『Monstrous Manual』(1993、未訳)に再掲載された。『モンスター・コンぺンディウムⅠ』にて社会と生態が語られ、共同体の中心には死亡したイリシッドの脳が集められた“古き脳”とそれが浸る脳漿のプールがあり、死後も活動し続けるその集合意識が共同体を支配しているとされた。
『DRAGON』150号(1989年10月)には、Stephen Innissの寄稿によるイリシッドによって完全に破壊された世界を扱った "The Sunset World" 特集が掲載。同号でのモンスター紹介コラム"Dragon's Bestiary"には同じ作者によるイリシッドと似た生態を持つ怪物“Illithidae”が紹介された。

スペルジャマー世界のサプリメント『Spelljammer: Adventures in Space』(1989、未訳）では宇宙におけるマインド・フレイヤーと彼らのスペルジャマー・シップ(宇宙帆船)”ノーチロイド（nautiloid オウムガイ類）”が掲載された。またサプリメント『The Astromundi Cluster』(1993、未訳)では、彼らの故郷と起源、信仰が掲載された。

『Dungeon』24号(1990年7、8月)にはジェームズ・ジェイコブスによる冒険シナリオ『Thunder Under Needlespire』にイリシッドの上位種”ウリサリッド(Ulitharid)”が登場し、『Monstrous Compendium Annual Volume One』(1994、未訳)に再掲載された。

超能力を扱ったサプリメント『The Complete Psionics Handbook』(1991、未訳)では本書用に組み直されたイリシッドが登場した。

レイヴンロフト世界のサプリメント『Thoughts of Darkness』(1992、未訳)ではイリシッドが吸血鬼化した”Vampire Mind Flayers” の他、”High Master Illithid”という個体が登場する。

フォーゴトン・レルム世界のアンダーダークを扱ったサプリメント『The Drow of the Underdark』 (1991、未訳）に記載され、暗黒都市"メンゾベランザン"を扱ったサプリメント『Menzoberranzan』(1992、未訳)ではイリシッドがリッチ（自らアンデッドと化した魔術師）となった”イリシリッチ＝アルフーン(Alhoon)”が登場した。
特定のモンスター種族をソースブック＋シナリオ3部作で描くサプリメント『Monstrous Arcana』シリーズにて、ビホルダー・サフアグンに続きイリシッドが取り上げられた。
ソースブック『The Illithiad』(1998、未訳)ではマインド・フレイヤーが人型生物を乗っ取って変異する生態や頭蓋を穿つ酵素など今日に至る特徴が示された。種族の歴史は先の『The Astromundi Cluster』の設定を一部引き継いでおり、独自のアイテムには"テンタクル・イクステンシャン(Tentacle Extension 触手延長器)"などの装備品と共にノーチロイドも掲載されている。“古き脳”は共同体を率いるクリーチャー“エルダー・ブレイン(Elder Brain)”に、Vampire Mind Flayersは”Illithid Vampires”または”Vampiric Mind Flayers”と改められた。その他、エルダー・ブレインが自身の組織から作り出す分身“ブレイン・ゴーレム(Brain Golem)”、遺棄されたイリシッドの幼生が幼体成熟した“ネオセリッド(Neothelid)”や、イリシッドがローパーに寄生した“Urophion”が登場した。また僕として"インテレクト・ディヴァウラー(Intellect Devourer)"をイリシッドが創り出すことも設定され、これも今日まで採用されている。
シナリオ『A Darkness Gathering』（1998、未訳）に続く『Masters of Eternal Night』（1998、未訳）では後にギスヤンキ・ギスゼライに至る種族が登場し、『Dawn of the Overmind』（1998、未訳）ではスペルジャマー世界が舞台となる。

### D&D 第3版(2000-2002)、D&D 第3.5版(2003-2007)
D&D第3版では『モンスター・マニュアル』(2000)に登場し、第3.5版の『モンスター・マニュアル』(2003)に再掲載された。3.5版の『Monster Manual V』(2007、未訳)には宇宙にある異世界”スーン（Thoon）”に旅立ち、彼の地のエルダー・ブレインに支配された“Mind Flayers of Thoon”が登場した。

モンスター種族をPCとして選べるサプリメント『Savage Species』(2003、未訳)ではプレイヤー用種族として登場している。

『フォーゴトン・レルムワールドガイド』（2001）ではイリシッドの都市”オリンドール”が紹介された。この巨大都市でドゥエルガルが生み出されたとされている。

『フェイルーンのモンスター』（2001）ではリッチの一種としてアルフーン＝イリシリッチが再登場した。
『モンスター・マニュアルⅢ』(2003)ではイリシッドが3体がかりで作り出す”ヴォイドマインド・クリーチャー(Voidmind Creature)”が登場した。生物ならほとんどあらゆるカテゴリーやサイズのものを変質させることが可能で、頭蓋に開けた4つの穴から生命維持に必要な部位以外の脳髄を食べ、代わりにサイオニックなエネルギーを込めた緑色の透明な粘液を詰め栓をしてある。この粘液は元の生物と同等以上の知性を与え、場合によっては独自に外部に露出し、触手としてふるまう。頭部の4つの穴以外外見の変わらないヴォイドマインド・クリーチャーは自身を生み出した3体のイリシッドに束縛され、5マイル以内なら視聴覚も共有される為スパイとして最適な一方、主である3体が滅ぼされると独自の自我に目覚める。
『アンダーダーク』（2003）では多くの項目にイリシッドが登場している。「上級クラス」の項に武力による戦闘に特化した”イリシッド・ボディ・テイマー”が、「装備品と魔法のアイテム」の項にテンタクル・イクステンシャンの他、イリシッドが自身の肉体から作り他者に外科手術で生来の器官と交換・移植する”エクストラクティング・テンタクル（Extracting Tentacle 摘出用触手）”など”イリシッド移植臓器”が紹介されている。「モンスター」の項ではイリシッドが他のクリーチャーに寄生したハーフ・イリシッドの一例としてビホルダーとの融合体“マインドウィットネス(Mindwitness)”が登場した。また、この本でエルダー・ブレインとその特殊能力の一つとしてブレイン・ゴーレムが再登場した。「地理」の項ではイリシッドの地底王国”チチトル”が紹介され、その歴史にウリサリッドに関する記述がある。チチトルの住民ではイリシリッチの”ツァーレインジ”と他種族の脳を食べなくなった変わり者の”ナーコーザーグ”が登場した。
『サイオニクス・ハンドブック第3.5版』(2004)ではイリシッドのサイオニック版が登場した。また、この本でネオセリッドが再登場し、イリシッドの神”イルセンシーン”も紹介されている。「サイオニック・アーティファクト」の項ではサイオニック能力を有する個体・物品・集団を抵抗の余地なく分解してしまう円環”アニュラス（環状体）”、失われたイリシッドの帝都の名を冠した”スタッフ・オヴ・エインシャント・ペナンブラ（往昔なるペナンブラの杖）”が登場している。
異世界からの来訪者を扱った『Lords of Madness: The Book of Aberrations』(2005、未訳)にはイリシッドを紹介する章があり、ウリサリッド、Illithidae、Urophionが再登場した。
また、ゲームにおける善の定義を著した『高貴なる行ないの書』(2006)では改心し正義の使徒となったイリシッド”サクアルム”が登場した。サクアルムのみ、「女性」と明記されている（後述の「生態」参照）。

### D&D 第4版(2008-)
D&D第4版では、『モンスター・マニュアル』(2008)、『モンスター・マニュアルⅢ』(2009)に登場している。モンスター・マニュアルⅢではエルダー・ブレインも登場している。また、同族によって肉体改造された“スーン・ハルク(Thoon Hulk)”が登場した。この版で登場する個体は以下の通りである。
- マインド・フレイヤーの潜入者／Mind Flayer Infiltrator　(MM1)
- マインド・フレイヤーの首魁／Mind Flayer Mastermind　(MM1)
- マインド・フレイヤーの審問官／Mind Flayer Inquisitor　(MM3)
- マインド・フレイヤーの懲罰者／Mind Flayer Scourge　(MM3)
- スーン・ハルク／Thoon Hulk　(MM3)
- エルダー・ブレイン／Elder Brain　(MM3)

また、エッセンシャルズのモンスター集、『Monster Vault』(2010、未訳)では以下の個体が登場している。
- Mind Flayer Thrall Master
- Mind Flayer Unseen
- Concordant Mind Flayer

シナリオ『恐怖の墓所』（2010）の付録：追加モンスターにアルフーン・リッチの名称でアルフーンが登場した。
サプリメント『ダンジョン・サバイバル・ハンドブック　未知への挑戦』（原題『Into the Unknown：Dungeon Survival Handbook』（2012））の第2章に概要が、第3章にそのダンジョンの傾向と特徴が記載された。マインド・フレイヤーは高い建築物を好み、外観は正確な螺旋形で球根状の塔やねじれた通路が付きだしている。壁には目や口などが埋め込まれ常にサイオニックの力がうなりをあげている生体建造物とでも呼ぶべき代物で、サイオニックによって開閉する関門や精神的情報が封じられテレパシーで閲覧できるクリスタル書庫などがある。これらが集まった都市には囚人をつないだ塔や分析や研究の為の闘技場、そしてエルダー・ブレインの水槽などがあるとされる。

### D&D 第5版(2014-)
D&D第5版では、『モンスター・マニュアル』(2014)に登場している。また選択ルールでマインド・フレイヤーの秘術使いが登場した。『ヴォーロのモンスター見聞録』（原題『Volo's Guide to Monsters』(2016)）ではイリシッドの生態や社会、ノーチロイドが再び紹介され、都市の総力で既存の生物をサイオニック的に改造した”マインド・フレイヤーの隷属者”、イリシッドと隷属者にしか使えない”マインド・ラッシュ（Mind lash 精神の鞭）"など独自のアイテムや隷属者に新たな能力を非魔法的に与える”マインド・フレイヤーの強化改造装備”が新たに登場した。「モンスター図鑑」のマインド・フレイヤーの項でアルフーン、ウリサリッド、エルダー・ブレインが再登場し、マインドウィットネス、ネオセリッドも登場。選択ルールでマインド・フレイヤーのサイオニック使いとアルフーンから分けられたイリシリッチが登場した。『モルデンカイネンの敵対者大全』（原題『Mordenkainen's Tome of Foes』(2018)）ではマインド・フレイヤーたちが実験で作り出した、生物の記憶を食べそれを基に体の一部を生物の似姿にして獲物を誘導する知性と生得呪文発動能力を持つスライム”オブレスク”が登場した。
全体にこれまでの版の設定をまとめて整理、再設定されている。

## 肉体的特徴
イリシッドの身長、体重は人間とほぼ同じである。筋力など身体的能力値も常人とほぼ同等だが遭遇する（何らかの任務を遂行中＝一人前の）個体のHDは8以上で、『アンダーダーク』での「その他のキャラクター種族」では有効キャラクター・レベル（相当するキャラクターのレベル）は15とされる。
先天的なサイキック能力と魔法耐性を備え、同族・異種族を問わずテレパシーで会話する。
肌は藤色で、粘液で覆われている。
四肢の指は3本もしくは4本（『The Illithiad』以前の第2版では3本）である。
イリシッドの頭部はタコに似ており、鼻腔が無い。目はインフラヴィジョンを有する瞳が可視光を減衰させる強膜に覆われている構造なので、一見瞳のない白目に見える（初期の版では猫目状に縦長の瞳？がある）。これにより、明かりがあっても視界は常にインフラヴィジョンである。彼らの口はヤツメウナギに似ており、呼吸器官を兼ねる。発声器官や舌はなく、味覚や嗅覚の有無は不明。歯の様な角質が無数に生えており、咀嚼はできないが窄めることで食物や飲料を啜る。口元には粘液で機能保持される4本の軟体動物状の触手が生えており、ある程度伸縮する。この触手と口を使い、獲物を捕らえ脳を摘出して食べる。
イリシッドの触手は物体に密着しつかむことができる。陸貝の腹足状なのか、吸盤を備えるかはイラスト等により異なる（『アンダーダーク』のイリシッド移植臓器の一つである"グラビング・テンタクル(Grabbing Tentacle つかむ触手)"は「吸盤のような物で覆われている」）。先端の腺からは肉と骨を分解する酵素を分泌、獲物の頭蓋を溶かしかき分け脳を露出させる（『The Illithiad』『アンダーダーク』のテンタクル・イクステンシャンは「イリシッドが分泌する、肉を溶かす酵素を先端まで通すため」「細い導管がこの装置全体を通っている」）。この酵素は外気に触れると破壊される為、頭蓋の穿孔には触手が密着している必要があり、またイリシッドの生死を問わずこの酵素を採取・貯蓄することはできない。
２版までは命中しても直接ダメージを与えないが、3版以降は先端で肉を溶かすのかダメージを与える。
5版では更につかんだ目標を朦朧状態にする、クリオス文字の思念を読み取る（後述）などサイキック的な器官でもある。また先端を口腔に差し込み舌と声帯の代わりにして発声できる。

## 生態
イリシッドは温血両生類である。雌雄同体であり、すべてのイリシッドが一生に２回ほど卵を産む（大体20年間隔）。卵は1ヶ月ほどで孵化、イリシッドの幼生は成体同様に4本の触手があるオタマジャクシのような姿をしている。幼生はエルダー・ブレインの浸るプールの中で10年ほど成育されるが、生き延びるのは1000匹に1匹程度である。
『The Illithiad』以降、幼生が成体になるために“脳変成(原文はCeremorphosis　Ceremony＋Metamorphosisの造語)”という過程を経る。10年程で十分に成長した幼生は献体として無抵抗化された人型生物の主に外耳孔や鼻腔から犠牲者の頭蓋に入り込む。頭蓋内腔に達した幼生は脳を食い尽くし脳幹に癒着、新たな脳に変化する。これに伴い犠牲者の肉体も変化してゆき、数日後には成体のイリシッドになる。

脳変成の献体には適合、不適合がある。向いているのは人間、エルフ、ドラウ、ギスゼライ、ギスヤンキ、グリムロック、ノール、オーク、大型のゴブリン類等中型サイズの人型種族とされる。ドワーフ、ハーフリング、ノーム、デロ、ドゥエルガル、ゴブリン、セントール、ジャイアントのようなサイズの違う種族や、クオトアのような非哺乳類の種族は好ましくないとしている。

人型生物以外の種族に対しても脳変成は行われるが成功例であるハーフ・イリシッドはUrophionやマインドウィットネスなど極めて少なく、大抵は双方が死んでしまう。
成体の能力が開花し一人前となるまでにおよそ20年ほどかかり、その間は共同体の中で過ごす。
マインド・フレイヤーという別称の由来である強力な精神波「マインド・ブラスト」は範囲内の抵抗に失敗した知的生物を主に朦朧状態にし、5版では更に［精神］ダメージを与える。この他版によって差異があるが魅了・空中浮遊・次元移動などのサイキックを習得している。
イリシッドの食料は人型生物の脳である。第2版では月に1つの脳を食べないと弱ってゆき、脳を食べない状態が4か月続くと餓死するとされるが、『アンダーダーク』に登場する変わり者ナーコーザーグは脳を食べない生活を続けているのでイリシッドにとって脳が唯一の食料なのかははっきりしない（ナーコーザーグが生に執着していない可能性もある）。第5版では酵素やホルモンなど物質要素＝栄養よりも犠牲者の記憶の断片を含む精神的エネルギーの方が重要で、死ぬ直前の強い感情はイリシッドにとって「味わい」の違いとなる。物質としての脳よりそれが宿す精神の方が重要であることの証左として、イリシッドの文化性はその個体が食してきた脳の精神性の影響を受ける。ゴブリンを主食としてきた個体よりエルフを主食としてきた個体の方が知能は同等でも文化的に洗練されている。
イリシッドの寿命はおよそ115～135年、平均125年ほどである。イリシッドの精神は死後も脳に宿っているとされ、死亡した個体の脳は共同体により摘出・回収、エルダー・ブレインの浸るプールの中に漬け込まれる。そしてエルダー・ブレインと融合し集団意識となる（後述の「社会」参照）。
第5版では幼生は専用のプールで保護・育成される為、エルダー・ブレインのプールが破壊されても生き延びる（＝ネオセリッドが生まれる）可能性が高い。また準備ができ次第孵化したばかりの幼生でも脳変成に用いられる。一方で幼生のまま生かし続けることはなく、10cm程度にまで成長した幼生は殺されて他の幼生やエルダー・ブレインの食料とされる。脳変成は1週間かかり、新たに誕生したマインド・フレイヤーは犠牲者の記憶をかすかに持っていることがある。

## 眷属
エルダー・ブレイン（Elder Brain　祖脳）

「古き脳」。イリシッドのライフサイクルの最終段階で、死んだイリシッドの脳とそれに宿る精神と記憶の集合体。
塩水（脳漿）のプールに浸っている限りほぼ不滅で、エルダー・ブレインある限りイリシッドは肉体の死後も存在し続けるとされている。イリシッドのコロニーの中枢であり、テレパシーで周囲を知覚し配下に直接指示を下す。エルダー・ブレインのいるコロニーに対し奇襲は事実上不可能である。
『モンスター・コンペンディウムⅠ』では能力値を設定されておらず、装置のような存在であった。
『The Illithiad』以降では能力値が設定され、一個の怪物として扱われる。翻訳では装置が「古き脳」、怪物が「エルダー・ブレイン」と表記される。
怪物としてのエルダー・ブレインはウリサリッドの生きた脳（4版では最も知恵のある個体の切り離された頭部）が死んだイリシッドの脳を取り込むなどして成長した姿である。これ以降、エルダー・ブレインが保存するのは脳の記憶のみで、人格は記憶から再現されたもの＝脳の持ち主本人ではないとされた。エルダー・ブレインも寿命こそないが不死ではない。
生物である以上エルダー・ブレインにも食事が必要であり、運ばれる脳の他、自らのプールで育成されるイリシッドの幼生を捕食している（5版では処分された幼生が運ばれる）。エルダー・ブレインに口があるかは不明である（4版では元々頭部なので口が残っていてもおかしくない）。
『The Illithiad』以降強力なサイキックと自身の脳組織から生み出す人型遠隔端末「ブレイン・ゴーレム」で戦う。
『アンダーダーク』以降は巻きひげ＝長大な触手での直接攻撃が加わり、4版までは脳の摘出、5版からはつかみによる朦朧化もできる。
『アンダーダーク』では更に20レベルのソーサラーとして多くの強力な呪文をも使いこなす。
エルダー・ブレイン・ドラゴン（Elder Brain Dragon　祖脳竜）

第5版サプリメント『フィズバンと竜の宝物庫』(2021)に登場。
エルダー・ブレインがドラゴンに寄生・変異した姿。マインド・フレイヤーの集団が呪縛するドラゴンの背に乗ったエルダー・ブレインはその触手をドラゴンの脳に侵入させ、幼生が人型クリーチャーをマインド・フレイヤーに変身させるようにドラゴンを巨大・異形のクリーチャーに変身させる。ドラゴンとの一体化によりエルダー・ブレインは従来の精神集中への干渉を伴う触手に加え、牙と爪という武器に強固な外皮という防具まで持つ。マインド・ブラストをはじめとする数々の対外的なサイオニックの力は失われたが代わりに[精神]ダメージへの完全耐性を備え、空気と睡眠を必要としない。
特筆すべきはドラゴンの代名詞ともいうべきブレス攻撃で、これはサイオニックの力が込められた塩水＝エルダー・ブレインが浸っているプールの水＝マインド・フレイヤーの幼生の培養槽の液体を幼生もろとも直線状に浴びせかけるというものである。このブレスを浴びた生きたクリーチャーは[精神]ダメージを受けたうえ（[耐久力]セーヴィングスローで半減）、抵抗の余地なく幼生に寄生される。寄生されたクリーチャーは自ターン開始時に「精神」ダメージを受け続け、終了時に[耐久力]セーヴィングスローを試みることができる。この[耐久力]セーヴィングスローを3回成功させるか、呪いを解く魔法またはHPを40以上回復する魔法をかけられると幼生は死滅し効果は終了する。このブレスのダメージでHPが0になったクリーチャーが人型（明記されていないが中型サイズ）であった場合、6～72時間容体安定した気絶状態を経て、マインド・フレイヤーに変異してしまう。気絶状態の間にウィッシュの魔法を用いることで変異を免れる。
エルダー・ブレイン・ドラゴン最大の脅威は移動・飛行能力を有する点と言える。エルダー・ブレインのプールと幼生の培養槽を内包しているそれが移動するということはそのままマインド・フレイヤーのコロニーが移動できるようになるということであり、脳変性を迅速に行えるブレスはコロニーの拡大を容易にするだろう。反面、単独ではプレイン・シフトで別の次元界へ移動することはできない。
ウリサリッド(Ulitharid)

ウリサリッドはイリシッドの上位種であり、共同体の貴族である。幼生は一般的なイリシッドと同様に育ち、脳変成が完了するまでウリサリッドであるかは分からない。ウリサリッドが生まれる確率は0.1%未満である。ウリサリッドはすべての能力でイリシッドより優れている。ウリサリッドの触手は6本、身長は7～8フィートで、通常のイリシッドより2倍長く生きる。その横柄さも際立っており、統制できるのはエルダー・ブレインのみである。ウリサリッドはその能力でイリシッドの社会を率いるようになるが、エルダー・ブレインと並び立つことを拒んだウリサリッドは自らがエルダー・ブレインとなるべく新たな共同体を設立する。ウリサリッドは老いて衰えた脳ではエルダー・ブレインにはなれないとして、十分な共同体ができ次第、自らの脳を摘出する。

第5版ではウリサリッドはエルダー・ブレインのテレパシーを中継する能力を持ちつつも共同体の支配者に従わない。彼らに対するエルダー・ブレインの反応は様々だが、「共同体の拡大」そして来るべき独立による「種族全体の勢力拡大」の二点においてその存在の重要性は理解している。ウリサリッドはサイオニックで強化した黒い金属製の”脳摘出杖”を常に所持しているが、この杖は自らの脳を摘出し体を溶解するためのものである。この杖を後頭部に据え付けると、杖が頭を骨ごと割り裂き脳を露出させる。配下によって摘出された脳と杖がその死体に埋め込まれると、死体は溶けて塩水のプールの原料になり、それに浸かったウリサリッドの脳はやがてエルダー・ブレインへと成長する。
アルフーン(Alhoon)

アルフーンは死霊術の力でリッチとなったイリシッドであり、“イリシリッチ”とも呼ばれる。生来の魔法耐性が保持されているため完全なリッチ状態に移行できず、生前とよく似た姿を留めている。ただ皮膚は粘液を失い干からびているため、水や液体を浴びたり飲んだりして触手の機能を保持している。この為脳の摘出やサイキック能力など生前の能力は全て持つが麻痺の接触などリッチ固有の能力は持たない。死後エルダー・ブレインと融合するのが通例たるイリシッドの社会では、死と融合を拒むアルフーンは迫害されている。

第5版では秘術魔法とサイオニックを組み合わせた不完全なリッチ（とその方法を確立したイリシッドの集団）としてイリシリッチと区別され、脳の摘出や破壊された肉体の復元などイリシッドとリッチそれぞれの固有の能力を幾つか喪失している。
ネオセリッド(Neothelid)

脳変性に用いられなかったイリシッドの幼生がそのまま成長を続け、幼体成熟したもの。
通常イリシッドの幼生は集団で育成されており、何らかの理由―エルダー・ブレインの逃走か死滅によるコロニーの消失等―で遺棄されると集団は共食いを始める。その最後の一匹が食料を求めプールを脱出し、他の生物を捕食しつつ成長を重ねた姿である。イリシッドをも捕食する強大な怪物で、これの出現をイリシッドは警戒し、幼生を管理している。
その巨体はオタマジャクシというより大蛇に似ており、円形の口元から伸びる４本の触手で大型サイズ以下の生物を捉えては丸飲みにする。先天的にサイキックを使い、脳以外を溶かす酵素（特殊な酸扱い）のブレスを吐く。
版権はマインド・フレイヤー及びイリシッドという名前とタコのような頭部の人型種族という外見、超能力や魔法を操り脳を取り出す能力などにあるため前述の通りネオセリッドは免れており、『パスファインダーRPG』に登場している。
マインドウィットネス(Mindwitness)

ビホルダーとイリシッドの融合体。何かしらの手段で無力化されたビホルダーに脳変成を行った結果、イリシッドの外皮・口・瞳の無い眼を持つ異形の姿に変質する。イリシッドとビホルダーの能力を全て備えた強力な怪物。

第５版ではエルダー・ブレインにテレパシーで支配されており知能は大きく低下、眼のある触手も６本に減少（４本は口の周りの近接攻撃用触手になっている）、光線の種類もほぼ変更、脳の摘出もできないなど弱体化している。

## 起源・歴史
イリシッドの起源は謎に包まれている。
第2版のサプリメント『The Illithiad』では、イリシッドは"彼方の領域"という既知の次元界とは完全に無縁な不可解な世界から来たのではないかと示唆している。人類の歴史の数千年前に彼らは何処から出現し、数多の世界に広まっていったことを、最古の種族による最古の古代史書の幾つかに(他の種族に関する言及のないものにさえ)イリシッドに関する言及があることが明示している。

第3.5版のサプリメント『Lords of Madness: The Book of Aberrations』では滅亡に瀕した未来の世界から、それぞれのゲーム世界における2000年過去の時代へとタイムトラベルしてきたとしている。

第4版のサプリメント『Wizards Presents: Worlds and Monsters』(2008、未訳)では、イリシッドが彼方の領域を起源としていることに言及しており、『次元界の書』(2008)では現在のマインド・フレイヤーはこの世で過ごすうちに人型の形態をとるようになったもので、本来の生活環と異なる進化を遂げたとある。

第5版のサプリメント『ヴォーロのモンスター見聞録』ではただ数千年前にアストラル界に拠点を築き、内方次元界で威勢を誇っていたとだけある。
いずれにせよ、イリシッドは遠い昔、他の知的生物を奴隷にすることで広大な帝国を築いていた。一説には”Nihilath”という名の帝国の版図は物質世界から数多の次元界にまで及び、その勢力はデヴィルとデーモンが帝国と取引するために両者の誕生以来続く闘争（流血戦争）を休止させるほどであったという。第2版における帝国の中枢“ペナンブラ(Penumbra)”は太陽をその直径程の長さの円筒に収め、円筒壁面中央から両面に日の射さない大地が乗った半径1億マイルに及ぶ円盤が広がるという巨大な人工天体であった。
だが、帝国は滅んだ。
イリシッドの主要な奴隷、そして兵力は冒涜的な科学技術によって世代を重ねて改造された人型戦闘種族であった。気の遠くなる年月の果てに名前すら忘れられた彼らはしかし、主人が発する精神支配への抵抗力を徐々に高め、時折反抗するようになる。そして遂に"ギス"という女戦士が翻した反旗に種族全体が立ち上がった。自らを"ギス族"と称した彼らの反乱は瞬く間に全領域に拡大し、帝国は瓦解。物質世界にいて生き残ったイリシッドは地下世界に逃れた。

そして、ギス族も思想的な対立から"ギスヤンキ"と"ギスゼライ"とに分裂したのである。
第5版ではイリシッドの帝国の遺構が発見されていないこと、かくも強大な帝国が僅か1年程で崩壊したという伝説から、帝国はその拠点ごと未来へタイムトラベルしたのではないかという可能性が示唆されている。

### 異説
『The Illithiad』以前のスペルジャマー世界のサプリメント『The Astromundi Cluster』では、イリシッドは"Astromundi"と呼ばれた、今は滅んだ世界を支配していた人間たちが地下深くで変貌したなれの果てであると設定している。
エベロン世界では、狂気の次元界"ゾリアット(Xoriat)"の支配者"デルキール"によって創造されたと明言されている。

## 活動
イリシッドは悪辣な気質と、他の人型生物を超能力で操り、脳を食べるおぞましい行動から地下世界全ての種族から恐れられている。中にはデロのように崇拝をする種族やギスゼライ、ギスヤンキ、ドゥエルガルのように過去に奴隷の身になった経緯から仇敵となった種族もいる。
現在、イリシッドは宇宙の再奪取と永遠の支配の為の研究と実験を繰り返し、その手段を探索している。彼らは文明の力を理解しているので、社会を裏から操ろうとする（例えば音楽によって人型生物の感情を操れる可能性の探求など）。イリシッドは地上の定住者が知性を増し魔法と科学技術を進歩させるたびに、彼らの心を徹底的に調査する。イリシッド自身も新たなサイオニック能力の開発に時間を費やしている。一方、仇敵に発見されることを警戒するあまり探索は遅々として進まない。
第3版サプリメント『次元界の書』（2001）の「付録：次元界の例外部分」の一つ「かくありえた宇宙への断層」の記述では、ある次元断層の周囲に数マイルに及ぶ建造物を築いているイリシッドたちがいるとされる。彼らは複数の太陽から汲み上げた強大な魔力を用いてこの次元断層を裏返し、その向こうに確認した「イリシッドの帝国が滅びなかった」宇宙と置き換えようとしている。当然成功していないが、イリシッドの執念深さは無類なのだ。
イリシッドは食料や労働力、験体確保を目的に、地上世界で定期的な奴隷狩りを行う。一般的に、マインド・フレイヤーはポータル（テレポートの門）を作り、遠隔からの精神支配を仕掛けてくる。手に入れた奴隷たちはよく訓練した部下の手によって地下世界へと連行されていく。

## 社会
イリシッドは共同体を作って生活している。来訪者である彼らの都市はコロニーとされ、食料などの確保の必要性から他の人型種族の生活圏の近く（ポータルがあるので物理的な距離ではない）に作られる。5版では主食となる脳によって文化面の影響を受けるため、どの人型種族を獲物にするかで各コロニー間に文化面の差異が生じる。
各コロニーは各々のエルダー・ブレインよって支配されており、交流は乏しい。エルダー・ブレインは支配下の共同体の構成員全員（と有益と判断され保存されている脳）にテレパシーによる情報の共有と命令ができる。この仕組みはそのまま共同体の通信網として機能している。またエルダー・ブレインはその共同体で死んだ全イリシッドの記憶を吸収・保存しているので、前述の通信網と併せてコロニーの住人は現在と過去の共同体の構成員全ての知識を図書館の資料の様に活用できる（エルダー・ブレインは司書として検閲をかけている。また吸収した記憶の持ち主の人格を再現して新たな知識を分析・検討したり構成員に助言を与えることもできる）。イリシッドは死ぬとその脳を摘出され、エルダー・ブレインに同化、共同体の知識となることを通例とする。
イリシッドは一般的にサイオニック能力をアイデンティティの不可欠な要素として好む一方、ウィザードやクレリックの魔法を”サイオニックの歪んだ双子”として忌避し、いずれ消し去ろうと思っている。一部の変わり者が自身の知識欲の為、あるいはエルダー・ブレインの一部となる運命への反抗などの理由から魔法を研究する。こういった共同体を乱すものは多くの場合迫害・追放される（第3.5版ではウィザードの訓練が奨励されているかの記述がある）。
イリシッドの属性は、通常は“秩序にして悪”であり、邪悪でサディスティックな圧制者である。同時に利己主義者であり、常に権力争いに明け暮れ、戦闘で不利になると真っ先に逃亡する。エルダー・ブレインもまた、不利になると情報と引き替えに命乞いをする。一方で共同体に奉仕することを好み、共同作業も進んで行う。死後エルダー・ブレインに同化する通例も自身の知識と技術が永久に共同体に貢献できるという喜びでもある。

### クオリス文字
通常イリシッドはテレパシーで意思疎通を行うが、筆記の必要を感じた時、彼らは“クオリス”と呼ばれる4本の点線からなる点字のような文字を使う。イリシッドは点線の間隔を触手でなぞることによって文章（5版では更に込められた筆記者の思念）を理解する。

## 宗教
イリシッドが崇拝することがあるのは“秩序にして悪”の上級神格、イルセンシーンである。そのクレリックは共同体に治療の力をもたらす。第2版のプレーンスケープ世界では第2の神格としてマアンゼコリアンという神も崇拝していたが、暗黒と不死の神テネブロウスTenebrous(殺されたオルクスが神格になった姿)に殺された。この一件は第3版以降でもオルクスのエピソードとして採用されている。いずれにせよ、イリシッドは自らを宇宙で最も偉大な種族だと思っているので、イルセンシーンに敬意を示すことは少ない。

第5版では、実際に次元移動が可能で死後はエルダー・ブレインに同化するイリシッドは他の種族の様に外方次元界や死後の世界に神話的な見方をすることはほとんどない。この2柱も神格ではなく、マアンゼコリアンは「知識の完璧な把握の”ありかた”」、イルセンシーンは「己の精神の完璧性、自己と全宇宙的知識の領域がサイオニック的に結合した哲学的理想の状態」という概念ないしサイオニック的・哲学的精神状態の顕れとされた。
スペルジャマー世界ではアストロムンディにおけるイリシッドの神Lugribosskが設定されていた。

## 各D&D背景世界での固有設定

### グレイホークでのイリシッド
イリシッドは通常、アンダーダークの薄暗い地下世界に棲息している。おそらく、オアリク大陸で最も有名なイリシッドの都市はDra-Mur-Shouである。ここはドラウの拠点から数マイル以内に位置している。ドラウの本拠地、エレルハイ・シンルー(Erelhei-Cinlu)にも有名なマインド・フレイヤーの研究所があり、幾人かのイリシッドが棲んでいる。

またオアリク大陸西部にZarumという帝国を築いた人型種族がギスヤンキとギスゼライの祖先とする説もある。

### ドラゴンランスでのイリシッド
ドラゴンランス世界におけるマインド・フレイヤーはYaggol と呼ばれる。能力的・文化的には退行した亜種で湿気に満ち日の射さない密林に住む。ほぼ変わらない外見だが指は三本、密林の暮らしに順応し身長約7フィートと頑強になっている。反面寿命は約60年でサイオニック能力はマインド・ブラストのみ、それも1時間に1度しか使えず、その負荷から直後は行動できない。文化面においては高齢者はローブを纏うが、若者は褌のみを着用する。固有の能力としてタコの様な保護色で風景に同化できる。一方でごく少数、かつてのイリシッドの能力を保持しているエリートもいるという。
Yaggolは、タラダス大陸の南、暗く霧がかったNeronの樹海に棲息する。彼らの文明を記す歴史はクリン草創期の終わりにまで遡る。彼らの帝国はアンサロン大陸でハイ・オーガが帝国を樹立したのと同時期に繁栄した。同じNeronの住人たるCha'asii族のエルフはYaggolによって奴隷にされ、その支配を逃れる力を得ると大戦争を起こした。互いに甚大な被害を出した後Yaggolの帝国は潰え、生き残りはAkh-Tazi谷にある黒曜石の寺院に棲息している。帝国崩壊後も度重なる襲撃と殺害によって平和を脅かされたCha'asii族は離別し、安心して暮らせるKe-Cha-Yat村を設立した。

### レイヴンロフトでのイリシッド
レイヴンロフト世界でのイリシッドはBluetspurと呼ばれ、エルダー・ブレインがダークロードとして領域の支配者となっている。なぜエルダー・ブレインがダークロードになったのかはいずれのレイヴンロフト公式作品の中でも明らかにされていない。
またこのキャンペーンセッティングでは吸血鬼と化したVampire Mind Flayersやイリシッドの上位者であるHigh Master Illithidが登場しているが、現在の設定と矛盾するからか他ではあまり見られない。

### エベロンでのイリシッド
エベロン世界のイリシッドは狂気の次元界ゾリアットからの来訪者である。彼らはビホルダーなどとともにゾリアットの支配者デルキールによって創造され、共にエベロンを侵略したが、カイバーに追いやられた。今でもデルキールに従っている一方、ゾリアットへのポータルを再び開くべく独自の活動をしている。

### スペルジャマーでのイリシッド
後に『The Elder Scrolls IV: Oblivion』のデザイナーとなるケン・ロストンは『DRAGON』154号にて、ビホルダーとマインド・フレイヤーはスペルジャマー世界で銀河系間の脅威として主役を勝ち得、そしてマインド・フレイヤーは全ての知的生命体が家臣か餌食になるように密かに策謀しており、取引相手にいかがわしくも中立的な見せかけを示す社交技術を磨き上げた恐怖の悪しき脳喰らいであると評した。

マインド・フレイヤーはスペルジャマー・キャンペーン・セッティングの主要な派閥の1つである。同じく異形のモンスターであるネオギが台頭するまでの間、レルムスペースは千年の間イリシッドの惑星Glythの支配下であった。

グレイスペースの星々でもイリシッドは強大な存在である。彼らのスペルジャマーシップ・ノーチロイドは名前通りの形態をしており、螺旋型の外殻はイリシッドを太陽光から保護する。35トン級の全長は触手型の衝角を併せて125～180フィートほどある。他にも25トン級のイカ型、70トン級のタコ型、100トン級のモンゴウイカ型など、彼らの船は頭足類をモチーフにしている。グレイスペースにおけるイリシッド最大の拠点は惑星CeleneにあるSharpbeakと、惑星GrinderにあるSkullbringerである。イリシッドの版図はFalx、Ssirik Akuar、Penumbra、そしてGlythに及ぶ。

また、イリシッドはウートリング(Oortling)と呼ばれる高い知性と大柄な体格を持ちながら自衛本能のないおとなしい人型生物を作り出している。

## その他の創作におけるイリシッド
前述の通り、イリシッドはD&Dの版権物である。そのため、D&D公式の派生作品でない限り、ビホルダー同様によく似たモンスターとして登場している。

### D&D以外のテーブルトークRPG
d20モダン・ロールプレイング・ゲーム
D&Dのシステムで現代物を扱うこのゲームにはイリシッドの現代版が登場している。
現代版イリシッドは技能として英語、スペイン語、ドイツ語、日本語に堪能である。イラストでは神父の身なりで説教台に立つイリシッドが描かれている。
ファイティング・ファンタジー
サプリメント『モンスター事典』には”頭脳殺し”と”鞭叩き”というタコに似た頭部を持つ人型の怪物が登場する。
頭脳殺しは眼光で人間を催眠状態にしておびき寄せ、タコの足に似た頭部の触手を獲物の頭に巻き付けて精神エネルギーを貪る（技術点1+体力点1～6を減らす）。
鞭叩きは腕が無い代わりに頭部に無数の触手を持ち、その触手の棘で通常より多い体力点3を奪う。どういう訳か最高の珍味を調理するという特技を持つ。
『アドバンスト・ファイティング・ファンタジー』第2版のサプリメントとして再販された『モンスター事典-奈落の底から-』ではそれぞれ”ブレイン・スレイヤー””フレイヤー”表記に改められている。
迷宮キングダム
第1版では“ココログライ／Brain Eater”の名でイリシッドによく似たモンスターが登場する。
第2版およびサプリメント、『大殺階域』では“脳漿喰らい／Mind Flayer”に改名されている。迷宮キングダムにおけるマインド・フレイヤーは百万迷宮(迷宮キングダムの舞台)の地下深くに巣くう“深人”の支配者階級で、特徴もD&Dのイリシッドによく似ている。

異界戦記カオスフレア
幻想と魔法の世界オリジン出身のエネミーとして”脳喰らい”というイリシッドに酷似した黄泉還り（アンデッド）のモンスターが登場する。タコの如き触手を備えた頭部を持ち、その触手で脳を啜る彼らは、生者への途方もない憎悪を行動理念とする。

ガープス・妖魔夜行
サプリメント『妖怪伝奇』に競争心・嫉妬心から生まれた記憶と能力を奪う妖怪”脳みそ喰らい”が登場する。人間大の五本脚のタコのような姿で頭部（タコの胴部）は大脳に似ており、脚の付け根に一つずつ計五つの眼玉を持つ。脚の中央の嘴で人間の頭を砕き、脳を食べて犠牲者の記憶と能力を自分のものにする。

ビーストバインド トリニティ
宇宙からの来訪者エトランゼの一つ、情報を求めて人や魔物に寄生し同化または共生するキャラクター”寄生体”が異形化した”脳漿喰らい／ブレインイーター”が登場する。手っ取り早く情報を得るため物理的に脳髄を喰って記憶を奪う。イラストでは大脳に単眼と無数の触手を備えた姿。

### ゲームブック
雪の魔女の洞窟
前述のブレイン・スレイヤーが”頭脳殺し”表記で登場している。
城塞都市カーレ
前述のフレイヤーが”鞭叩き”表記で登場している。
モンスター事典
文庫版はもともと『ファイティング・ファンタジー』シリーズのモンスターのデータ集であった。
ドルアーガの塔 (ゲームブック)
『悪魔に魅せられし者』にフレイヤーが料理人として登場している。イラストでは『ファイティング・ファンタジー』シリーズと異なり腕がある。

### コンピュータゲーム
アイ・オブ・ザ・ビホルダー
AD&D第2版（舞台はフォーゴトン・レルム）をコンピュータRPG化したこのシリーズでは、”マインドフレイヤー”表記でビホルダー共々そのままの姿で登場する。遠距離からサイキック・マインド・ブラスト（麻痺の全体魔法攻撃扱い）をかけてくる為、即時全滅もあり得る。何故か取扱説明書などのイラストでは獣じみた頭部で描かれている。

バルダーズ・ゲートシリーズ
AD&D第2版及び第5版（舞台はフォーゴトン・レルム）をコンピュータRPG化したこのシリーズでは、”マインド・フレイヤー”表記（ドロウ（ドラウ）はイリシッドと呼称）でビホルダー共々そのままの姿、そのままの能力で眷属と共に登場する。
バルダーズ・ゲート2 シャドウ・オブ・アムンでは、アンダーダークへ漂着した主人公が任意でマインド・フレイヤーの都市とビホルダーの住居を訪れることができる。このとき、アンダーダークの文化に詳しいドロウが仲間なら、イリシッドについての説明を聞くこともできる。イリシッドは主人公を発見し次第サイオニックブラスト（＝マインド・ブラスト）を使用し、主人公を麻痺させてから接近して物理攻撃「デヴォアの脳」を仕掛ける。脳を吸い出すこの攻撃を受ける度にINTが-5され、0になると残りヒットポイントに関わらず死亡する。なお、強力な怪物に変身できるウィザード呪文レベル9「シェイプチェンジ（オルタレーション）」でプレイヤーキャラクターがイリシッドに変身、敵を麻痺させ脳を吸い出す＝HPではなくINTを削って倒すプレイも可能。

バルダーズ・ゲート3ではオープニングで都市を襲撃するノーチロイドとその船内で主人公にイリシッドの幼生が植え付けられるシーンが描かれた。また入手した「マインド・フレイヤーの寄生生物の標本」を用いることで、イリシッドの力を身につけてゆくことができる。しかし一度習得した力は変更できない上、回復手段の無い外見の変化を伴う。

ダンジョンズ&ドラゴンズ オンライン
D&D第3.5版（舞台はエベロン）をコンピュータRPG化したこのシリーズでは、”マインド・フレイヤー”としてそのまま登場している。

ウルティマシリーズ
「マインドウィッパー」(Mind Whipper)という名でUltima I: The First Age of Darknessに登場している。「知性を下げる」という特殊攻撃を持つ。

ファイナルファンタジーシリーズ
「マインドフレイア」（Ⅰ・Ⅴ）、「マインドフレア」（Ⅳ・Ⅻ・XIV・XV）および「ソウルフレア」（Ⅺ）の名で登場。頭部がタコではなくイカであり、XVではローブの様な脚もイカ。共通して全体麻痺攻撃のマインドブラストを使い、Iでは通常攻撃に即死の追加効果がある。Vではマインドブラスト成功時に「のうみそを　すいとられた！」とメッセージが表示、これはプレイヤーが青魔法としてラーニングしても変わらない。また、ソウルフレアは青魔導士がラーニングを繰り返し魔を取り込み過ぎたなれの果てとされる。

ウィザードリィシリーズ
『ウィザードリィVI 禁断の魔筆』に「マインド・フレイヤー」、不確定名「ぶきみなまほうつかい（EERIE MAGE）」の名前で登場している。ボスキャラを含む全キャラクター中最高のINT値を持ち、サイオニック系統の呪文を使ってくる。PC版のグラフィックは頭部が頭足類になっているが、末弥純によるSFC版では人間型になっている(頭髪はない)。なおこのゲームにはサイオニック系の呪文にダメージに追加効果「発狂」を持つ「サイオニック・ブラスト(4レベル)」「マインド・フレイ（7レベル）」がある。

ウィザードリィエンパイアシリーズ
「マインドフレア」の名とほぼ原典通りの外見で登場している。種族は悪魔。後継作『ウィザードリィ アスタリスク 〜緋色の封印〜』、『エルミナージュ 〜闇の巫女と神々の指輪〜』にも登場したが、PSP『エルミナージュ Original 〜闇の巫女と神々の指輪〜』にて、頭部をイカに変えた”マイントラッパー”に改変、更に『エルミナージュIII 〜暗黒の使徒と太陽の宮殿〜』にて名前を“スクウィーザ”、種族を獣人に改変した。

Demon's Souls
「蛸獄吏」というタコのような頭の敵が「塔のラトリア」に登場する。遠距離では光の矢（ソウルの矢）を飛ばし、中距離では電撃を放つ。この電撃に当たると麻痺してしまい、動けないプレイヤーに接近すると頭部の触手を巻き付けた後に触手で体を貫き大ダメージを与える。更に近距離では強力な衝撃を広範囲に放ちプレイヤーを跳ね飛ばす。

Bloodborne
”脳喰らい”という敵が登場する。顔の下半分は細かな触手で覆われ、頭頂部からは蛭のような長大な触手が伸びている。

遠距離では光の弾（神秘の光弾）を放ち、この弾に当たるとプレイヤーは動けなくなる。その間に脳喰らいはプレイヤーに抱きつき、頭頂部の触手をプレイヤーの頭部に吸い付かせ大ダメージを与えると共に「啓蒙」のパラメータを下げてしまう。

神撃のバハムート
「フォースマインドフレイア」および「ミニマインドフレイア」として登場している。萌え擬人化されており、帽子状のイカをかぶった少女の姿をしている。

エバークエスト2
”メンタリスト”という名でセイレーンの洞窟などに登場。

マジック:ザ・ギャザリング
D&D世界を扱った拡張セット、『フォーゴトン・レルム探訪』（2021年）にイリシッド（マインド・フレイヤー）は青カードのクリーチャーとして登場している。本作では、通常のイリシッドに加え、小説『ダークエルフ物語』に登場するイリシッドの学者、グラジラックスも青カードの伝説のクリーチャーとして登場している。

### ライトノベル
オーバーロード
拷問官ニューロニスト・ペインキルと「至高の四十一人」の一人タブラ・スマラグディナの種族が、水死体の様な体の頭部が6本足のタコの様な姿の”脳喰い（ブレイン・イーター）”である。

## メディアの評価
イリシッドは『Dungeons & Dragons For Dummies』(2006年、未訳)にて、同書執筆者による「中級レベルのモンスター・ベスト10」の第4位にランクインした。彼らはイリシッドを「典型的な悪の天才」、「完璧な悪の大君主」と評した。
シアトルの週刊誌ザ・ストレンジャーにて、シエナ・マドリッド(Cienna Madrid)記者はイリシッドをD&Dのぞっとする悪魔の1つと紹介した。